# Grupo Estévez

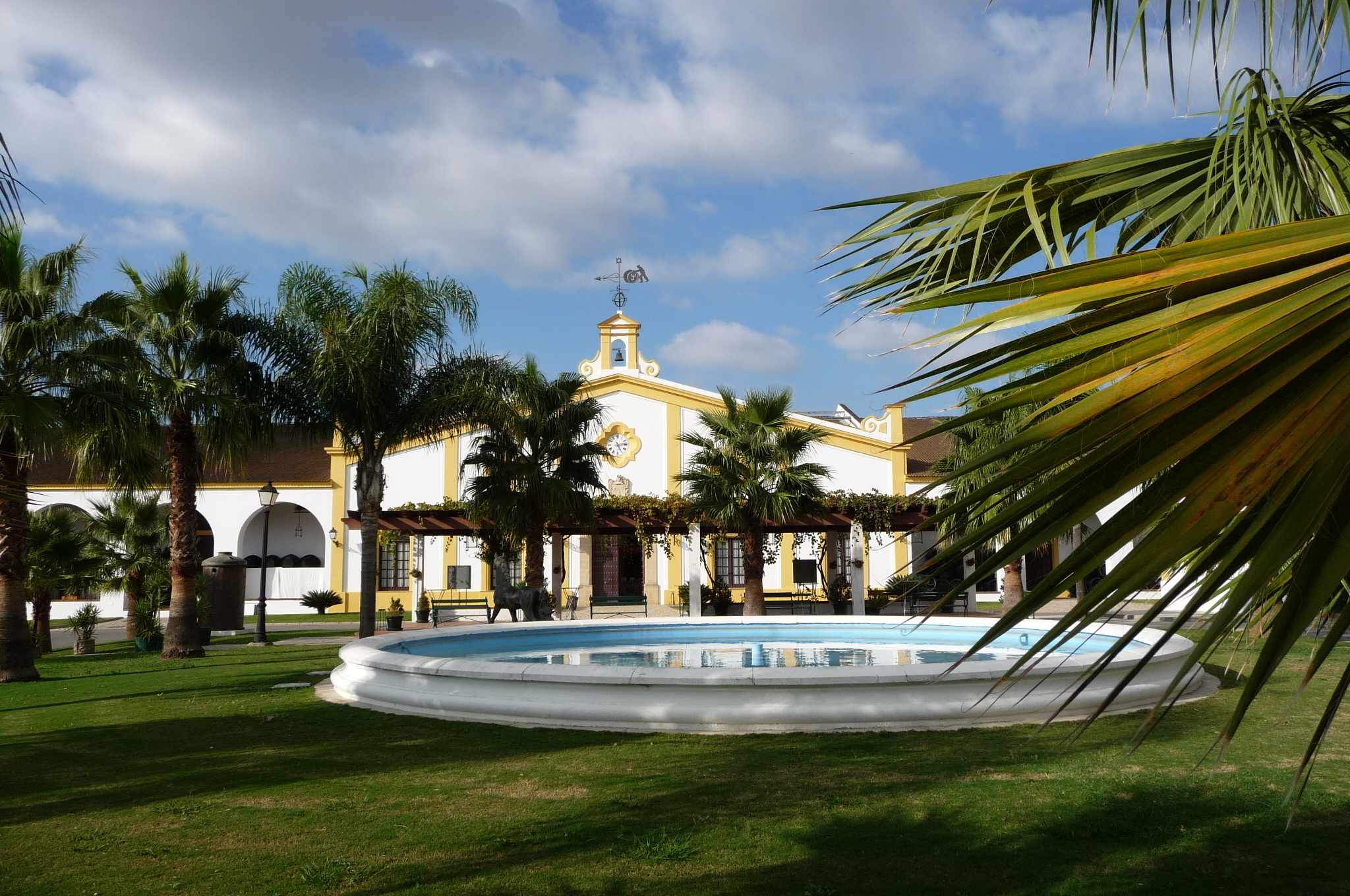
Exterior de una bodega del grupo

Grupo Estévez es una empresa bodeguera del marco de Jerez. Se trata de un grupo familiar independiente, con gran tradición en la elaboración y crianza de Vino Jerez y brandies de Jerez. Es propietario de las bodegas Marqués del Real Tesoro y Valdespino, una de las más antiguas de la zona que remonta su actividad comercial a 1430. En el año 2007 se incorporó al Grupo, las bodegas M. Gil Luque y Rainiera Pérez Marín, propietaria de la marca de manzanilla de Sanlúcar "La Guita", líder en el mercado español de este vino. 
Destacan sus 800 hectáreas de viñedos propios, parte de ellas en el denominado pago de Macharnudo. Constituye el tercer productor de vinos de Jerez y uno de los más importantes de Brandy, con una capacidad de envejecimiento de 45.000 botas de 500 litros. Tres líneas de embotellado  con capacidad de producción de 45.000 botellas/hora.
En un marco de una demanda deprimida, el grupo ha comprado más de 400 hectáreas dentro de una política fomentada por el aumento de ventas

## Homenaje
El fundador de la bodega, José Estévez de los Reyes, recibió una glorieta en su nombre como homenaje póstumo

## Marcas más destacadas
- Fino Tío Mateo
- Amontillado Tío Diego
- Fino Inocente

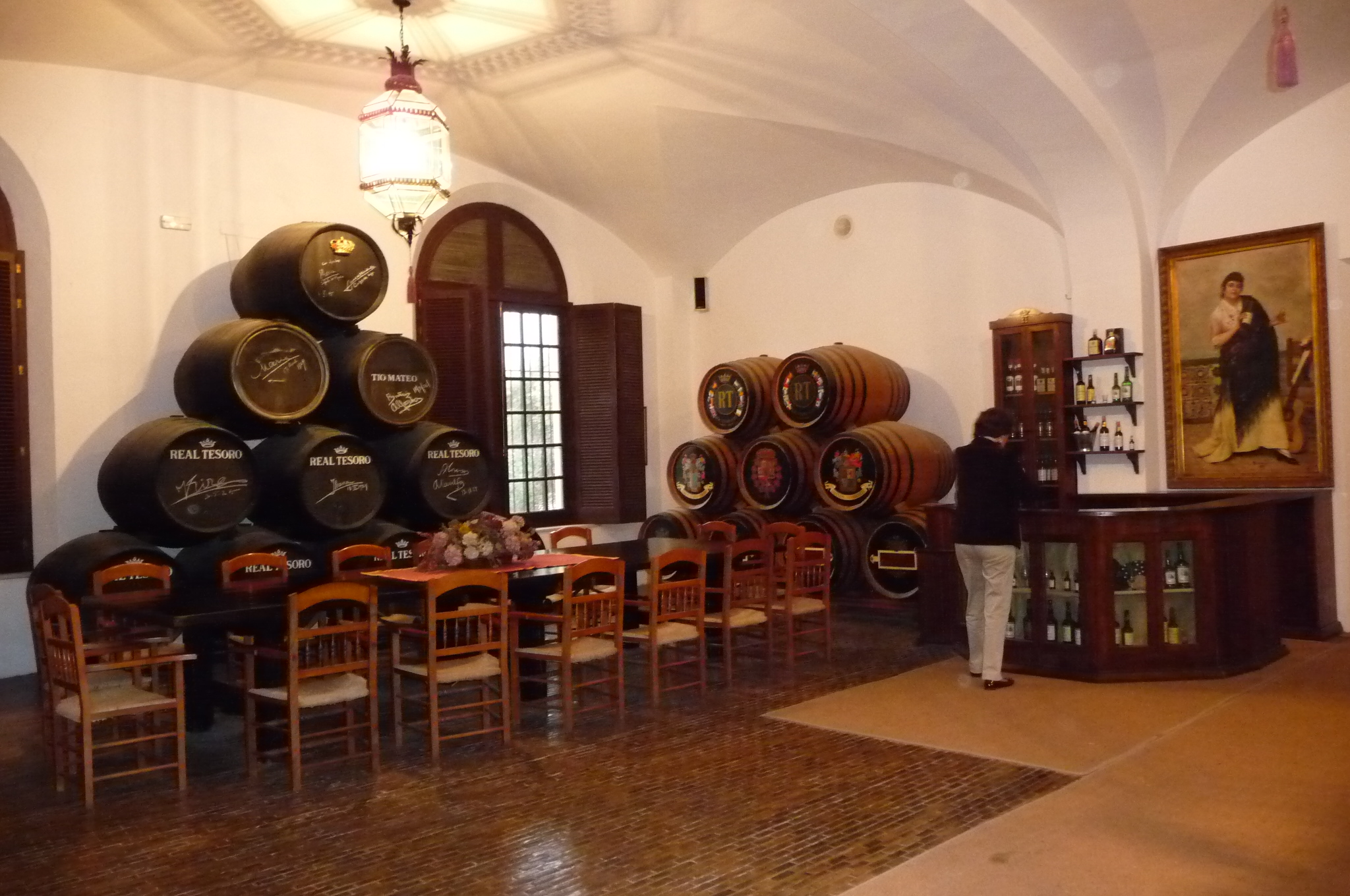
Sacristía

- Solera Gran Reserva Alfonso el Sabio
- Manzanilla "La Guita"
- Knebep

## Museo Suite Vollard
Las bodegas del grupo en Jerez de la Frontera disponen de un pequeño palacio con obras de pintores como Picasso, Tapies, Joan Miró o Dalí, así como colecciones de etiquetas, bastones e incluso un museo de enganches
También tiene los "Premios de Pintura Pepe Estévez"

## Innovación
La Bodega destaca por ofrecer un vino prácticamente sin histamina (que provoca, entre otros efectos, alergia y dolor de cabeza a determinados colectivos sensibles). En 1995 Martin Rodbell, Nobel de Medicina de 1994, visitó la bodega y reconoció su trabajo en este sentido.
En 2017 comercializaron un Brandy de Jerez realizado 100% con uva palomino, lo que mejora el producto final más allá de la normativa del Consejo Regulador.

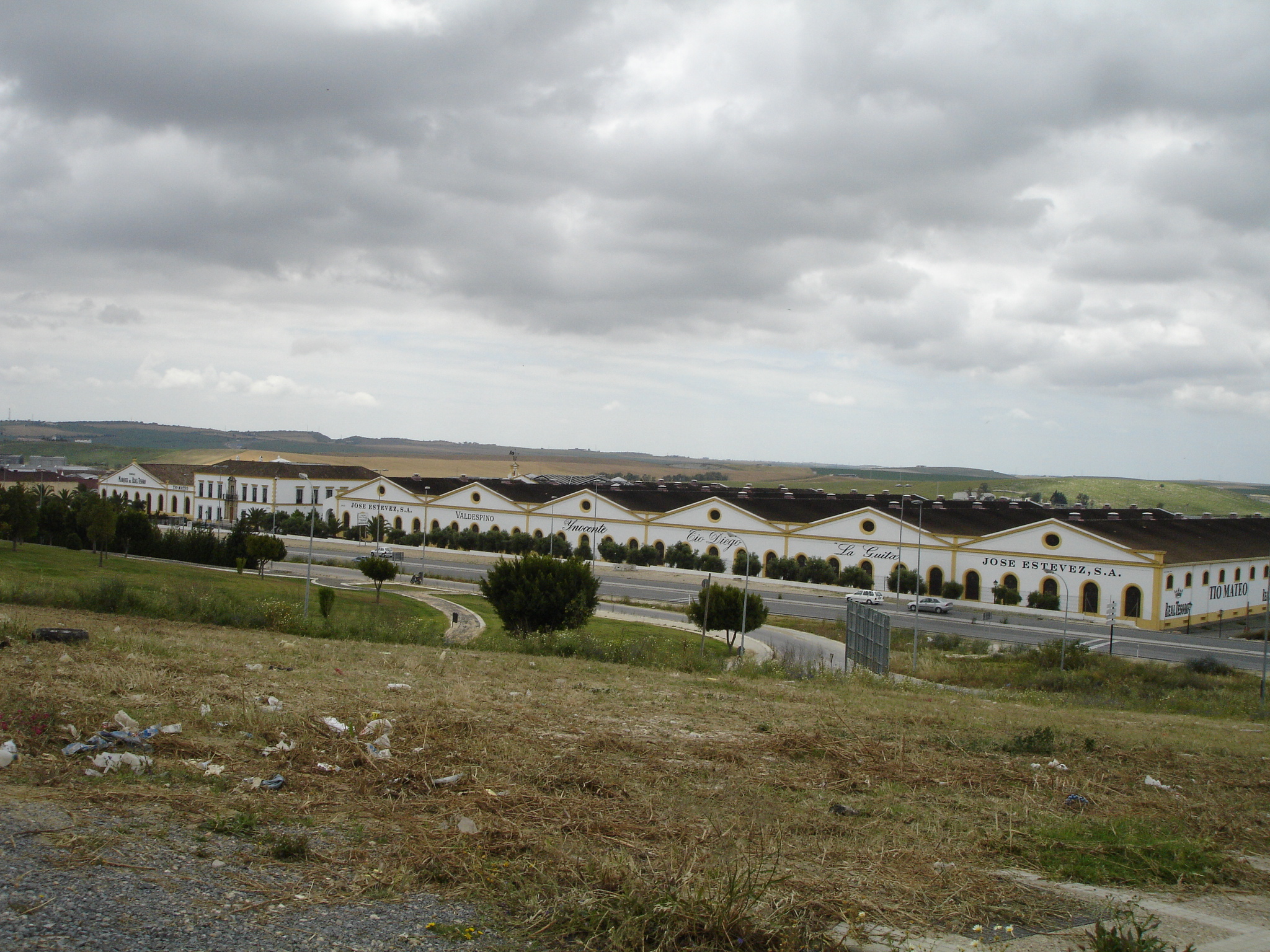
Vista de las bodegas en Jerez